# Kasteel van Vilvoorde

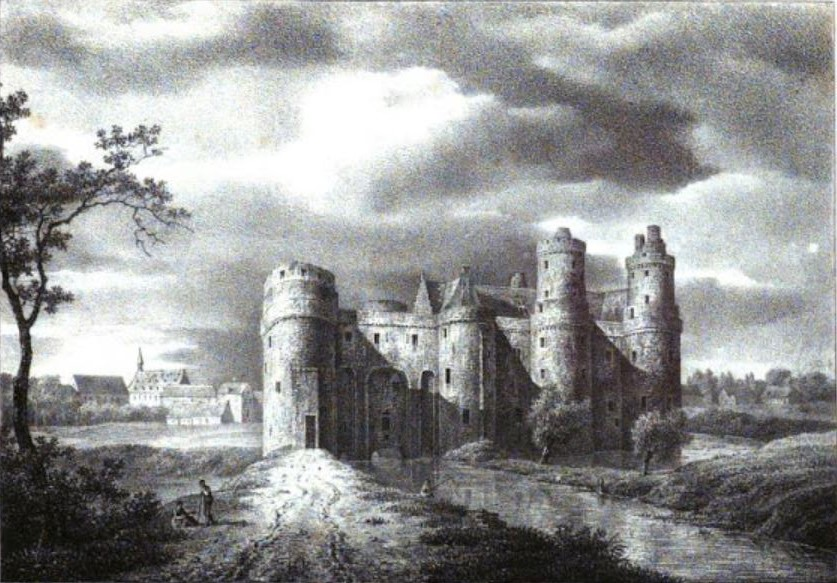
Het kasteel vóór afbraak

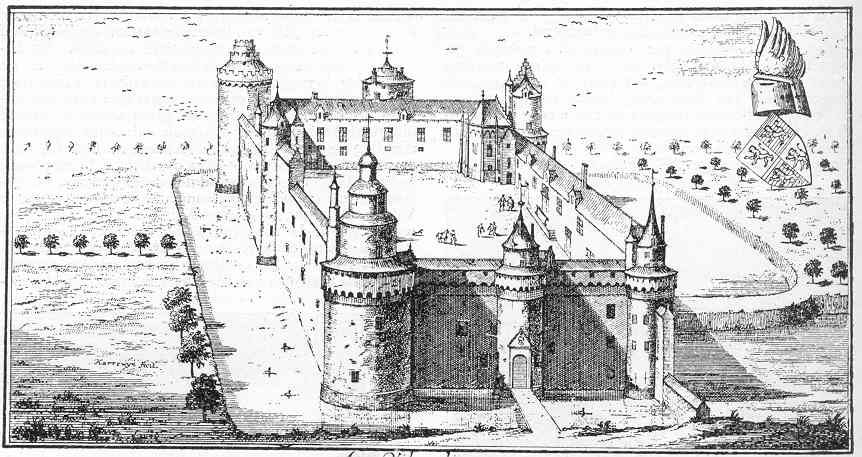
Gravure van het kasteel (ca. 1696)

Gedurende een viertal eeuwen hadden de hertogen van Brabant een kasteel in Vilvoorde aan de Zenne (ca. 1375-1775). Het was een waterburcht naar het voorbeeld van de Parijse Bastille, gelegen buiten de stadsmuren. Hertog Wenceslas liet het oprichten in de periode 1375-1380 met als bouwmeester Adam Gheerijs. Rond een rechthoekige binnenplaats stonden zware hoektorens en een inkomtoren. Het grondplan en de indeling waren die van een château philippien, met een dubbele defensief-residentiële functie.
Het kasteel beheerste de routes naar Brussel en Leuven. Vanaf 1408 deed het ook dienst als hertogelijke gevangenis. Het Spaanse gezag maakte er in de 16e eeuw een centrum voor de repressie van het protestantisme van, met bijvoorbeeld in september 1568 de onthoofding van Antoon van Stralen, Jan van Casembroot en enkele anderen.
In de loop der eeuwen werd het herhaaldelijk verbouwd, onder meer door Jan van Ruysbroeck. In 1774 moest het plaats ruimen voor een nieuw gevangenisconcept. Het bouwvallige kasteel werd afgebroken en de stenen hergebruikt voor het Tuchthuis. Architect Laurent-Benoît Dewez hield toezicht op de afbraak en tekende eerst nog de plattegrond op.